# Charles Robert Cockerell
Charles Robert Cockerell  (Londres, 27 de abril de 1788 - ibíd. 17 de septiembre de 1863) fue un arquitecto, arqueólogo y escritor inglés. Fue el primer arquitecto galardonado con la medalla de Oro del RIBA (Real Instituto de Arquitectos Británicos) en 1848, del que pocos años después fue nombrado presidente en 1860.

## Biografía

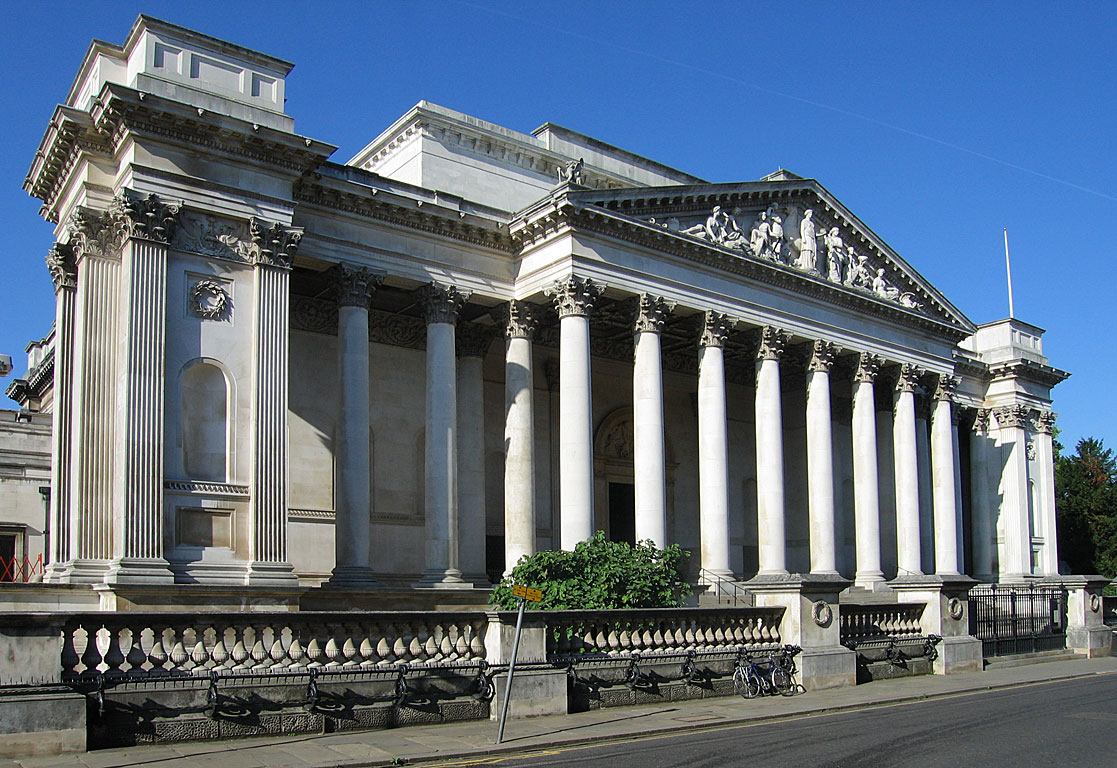
Fachada principal del Museo Fitzwilliam, en Cambridge, obra de Cockerell.

Hijo del también arquitecto Samuel Pepys Cockerell, fue este el que a una edad muy temprana le instruyó en los conceptos de la arquitectura.
Cursó sus estudios superiores en la Westminster School, en la que permaneció tan solo dos años, entre 1802 y 1804, tras lo que comenzó a trabajar de aprendiz en el estudio de su padre. En 1809 abandonó el estudio de su padre para ser aprendiz del arquitecto Robert Smirke, conocido como el arquitecto del Neogriego (Greek Revival). Junto a él, Cockerell participó en la elaboración del proyecto para el Royal Opera House, que supuso el primer gran pórtico dórico del Neogriego en Londres.